# 1993 na Alemanha
Esta é uma cronologia dos fatos acontecimentos de ano 1993 na Alemanha.

## Eventos
- 11 de fevereiro: Um avião da Lufthansa com 104 passageiros é sequestrado por um etíope no Aeroporto Internacional de Frankfurt, deixando nenhuma morte.[1]
- 29 de maio: Um ataque incendiário contra estrangeiros é ocorrido na cidade de Solingen, matando cinco pessoas.
- 5 de junho: O Werder Bremen conquista seu terceiro título da Primeira Divisão do Campeonato Alemão de Futebol.